# أولمبياد الشطرنج ال35
أولمبياد الشطرنج 2002 هي منافسة عالمية نظمها الاتحاد الدولي للشطرنج من 25 أكتوبر إلى 11 نوفمبر 2004 بمدينة بليد السلوفينية .